# 잠깐 경제 메모

## 개요
잠깐 경제 메모는 1992년 6월 15일부터 1994년 2월 25일까지 방영했던 토막 프로그램이다.